# Félix Podmaniczky
Félix Podmaniczky (Budapest, 14 gennaio 1914 – Monaco di Baviera, 6 luglio 1990) è stato un regista ungherese.

## Filmografia
- Erdélyi kastély (1940)
- Elisabetta d'Ungheria (Erzsébet királyné) (1940)
- La voce del cuore (Hétszilvafa) (1940)
- Ragazze da marito (Leányvásár) (1941)
- Risveglio (Régi nyár) (1941)
- L'adescatrice (A kegyelmes úr rokona) (1941)
- Három csengő (1941)
- Az intéző úr (1941)
- Gentryfészek (1941)
- Álomkeringő (forgatókönyvíró is, 1942)
- Családunk szégyene (forgatókönyvíró is, Babay Józseffel, 1942)
- Lejtőn (1943)
- Éjféli keringő (1944)
- Il processo di Norimberga (Wieder aufgerollt: Der Nürnberger Prozess) - documentario (1959)
- I dittatori (Die Diktatoren) - documentario (1961)